# Asclépio 21-29
Asclepius 21-29 é o último tratado do códice VI da Biblioteca de Nag Hammadi (8, 65-78) e é, assim como o livro anterior (Prece de Ação de Graças), um fragmento copta sahídico do Discurso Perfeito, atribuído à Asclépio (ou Esculápio).

## Versão latina
Em latim, a obra completa é conhecida como "De Hermes Trismegisto: livro sagrado dedicado a Asclépio". O texto grego original (o Discurso Perfeito) existia já no início do século IV dC, como prova a inserção nos Papiros Mágicos (PGM III 551) da prece final (Asclépio 41) e também as citações de Lactâncio em "Divinae Instituitiones". Fora estes casos, a data de sua composição é desconhecida.

## Versão copta
Estes fragmentos de Nag Hammadi consistem nos capítulos 21 a 29 do "Discurso Perfeito" em copta: 
1. O sexo, mistério divino (21)
2. Os deuses terrenos, o caráter divino do homem, o homem criador de deuses (22-24)
3. A profecia: morte e regeneração do cosmos (24-27)
4. Sobre a morte e a imortalidade: julgamento das almas (27-29)

O texto foi escrito num formato de diálogo entre Hermes Trismegisto e seu discípulo Asclépio, que começa com uma comparação assombrosamente explícita entre as relações sexuais e a iniciação nos mistérios sagrados (65, 35). Esta associação também está presente no Discurso sobre a Ogdóade e a Enéade (NH VI, 7), porém muito mais explícito. Prossegue uma discussão sobre a origem e a natureza da humanidade, onde os seres humanos são considerados superiores aos seus deuses, pois são menos limitados: sua imortalidade é adquirida pelo aprendizado e pelo conhecimento. Segue o que parece ser uma defesa à idolatria .
Depois, o Egito é exaltado como imagem do Céu, porém são previstas notícias muito graves (70, 4-5). Em uma passagem cativante e comovente, Hermes chora quando lhe contam sobre a destruição do mundo (71, 35-72, 26). Ainda assim, a regeneração do mundo virá, ou ainda já está em andamento em um sentido misterioso (74, 7-16). O texto termina com uma descrição do destino post mortem da alma (76, 22-78, 43). Ao deixar o corpo, ascende até ser recebido por um grande espírito. Se tivesse sido boa, seria permitido que ela continuasse sua ascensão, caso contrário seria presa na região entre a terra e o ceú e castigada cruelmente.
Cabe questionar o motivo da inclusão deste fragmento no códice. A ênfase que os textos herméticos colocaram sobre o ascetismo, seu enfoque sobre os conhecimentos revelados e seu conteúdo escatológico são características compartilhadas com muitos outros textos de Nag Hammadi e, talvez, razões suficientes para torná-lo atrativo às pessoas que compilaram a coleção.